# Mirateca
A Mirateca é um povoado português localizado na freguesia da Candelária, concelho da Madalena do Pico, ilha do Pico, arquipélago dos Açores. 
Em 2012, a associação cultural MiratecArts foi fundada por Terry Costa. Esta associação já provou ser uma força no mundo cultural português levando o nome deste local e ilha, assim como os Açores, para o mapa cultural internacional. 